# Kyneton
Kyneton är en ort i Australien. Den ligger i kommunen Macedon Ranges och delstaten Victoria, omkring 78 kilometer nordväst om delstatshuvudstaden Melbourne. Antalet invånare är 5 905.
Runt Kyneton är det glesbefolkat, med 20 invånare per kvadratkilometer.. Kyneton är det största samhället i trakten. 
Trakten runt Kyneton består till största delen av jordbruksmark. Genomsnittlig årsnederbörd är 924 millimeter. Den regnigaste månaden är juli, med i genomsnitt 105 mm nederbörd, och den torraste är januari, med 31 mm nederbörd.